# 5968 Trauger
5968 Trauger (1991 FC) là một tiểu hành tinh vành đai chính bên trong được phát hiện ngày 17 tháng 3 năm 1991 bởi E. F. Helin ở Palomar.